# درجة حرارة مطلقة
درجة الحرارة المطلقة هي درجة الحرارة المقاسة على أساس الصفر المطلق ، ووحدتها كلفن. والعلاقة بين الصفر المطلق والصفر المئوي أن الصفر المطلق 273.15 يعادل درجة تحت الصفر المئوي. مثلاً، إذا كانت درجة حرارة الغرفة 20 درجة مئوية، تكون بالكلفن = 20 + 273 = 293 كلفن.
في الفيزياء والكيمياء يعتبر الصفر المطلق ثابتاً طبيعياً، وهو أقل درجة حرارة على الإطلاق. ومن المستحيل الوصول إليها تماماً، لأن القانون الثالث للديناميكا الحرارية ينص على عدم إمكانية الوصول إلى الصفر المطلق ، وذلك بسبب التناسب الطردي بين الحجم والحرارة. ونتيجة لهذه العلاقة الطردية، فإذا بلغ جسم ما درجة الصفر المطلق فسوف يكون حجمه صفر. وإضافة إلى ذلك فإن الوصول إلى درجة الصفر المطلق يستلزم شغلاً هائلاً جداً. لأن التبريد يحتاج إلى طاقة، أنظر إلى الثلاجة مثلا فهي تعمل بالطاقة الكهربية، وكلما رغبنا في درجة حرارة أقل، مثلا من -3 درجة مئوية إلى -11 أو -18 درجة مئوية فإن الثلاجة تستهلك طاقة أكبر، ويزداد هذا الشغل زيادة متزايدة الكبر كلما اقتربنا من «الصفر المطلق».
- تبلغ درجة حرارة الكون في الفراغ الخارجي 2.7 درجة كلفن. كما أجريت تجارب للتبريد وصلت إلى نحو 001و0 درجة كلفن.

## مقدمة

الحركات الانتقالية في الجسيمات المكوّنة للمواد (مثل الجزيئات والذرات) هي التي تمنحها الحرارة. في هذه الصورة، يظهر حجم ذرات الهيليوم بالنسبة للفراغ بينها تحت ضغط 1950 درجة أتموسفير.

طريقة الحركة الانتقالية للجسيمات في المواد الصلبة.

تنشأ الحرارة من الاهتزاز العشوائي للجسيمات التحت مجهرية المكوّنة للمادة (مثل الجزيئات والذرات). تُشكّل هذه الحركات طاقة حركية في المادة. وعلى وجه الخصوص أكثر، درجة الحرارة المطلقة لأي مقدار من المادة هي قياس متوسط الطاقة الحركية لنوع محدد من الحركة التذبذبية والاهتزازية للجسيمات المكوّنة للمادة، وتسمى «الحركات الانتقالية». الحركات الانتقالية أمر عادي، فجسم كامل يتحرك في فضاء ثلاثي البعد تتحرك الجسيمات فيه وتتبادل الطاقة في اصطدامات. الصورة على اليمين تظهر الحركة الانتقالية في الغازات، وتحتها صورة أخرى تظهر الحركة الانتقالية في المواد الصلبة. نقطة الصفر في درجة الحرارة المطلقة (الصفر المطلق) هي درجة الحرارة التي تكون عندها الجسيمات المشكلة للمادة قريبة لدرجة أنها تتوقف تماماً عن الحركة، حيث تبقى الطاقة الحركية هي 0 عند درجة الصفر المطلق.
في كل مكان في العالم يقوم العلماء بالقياس بواسطة وحدات "Si" (نظام الوحدات الدولي)، وفي نظام الوحدات هذا تقاس درجة الحرارة المطلقة بوحدة «الكلفن» ورمزها هو «ك» (K). لكن بالرغم من ذلك، ففي الولايات المتحدة يستخدم «مقياس رانكين» لقياس درجة الحرارة المطلقة في العديد من مجالات الهندسة.
تم باتفاق دولي تعريف مقياس الكلفن بنقطتين: الصفر المطلق والنقطة الثلاثية للماء. الصفر المطلق هو أخفق حرارة في الطبيعة، وهو يُمثل درجة 0 ك أو 273.16ْ- مئوية. أما النقطة الثلاثية للماء فهي درجة 273.16 ك أو 0.01ْ مئوية. يُحقق هذا التعريف ثلاثة أشياء:
1. يُثبّت مقدار وحدة الكلفن بأنها جزء من 273.16 بالضبط من النقطة الثلاثية للماء.
2. يُحدد مقدار درجة الكلفن بأنه مساوٍ تماما للدرجة المئوية الواحدة (من حيث زيادة الحرارة بزيادة كل درجة).
3. يُحدد الفرق بين نقطة الصفر في كل من المقياسين، حيث تبلغ درجة الصفر المئوي 273.16 بالضبط على مقياس الكلفن.

## جدول درجة الحرارة المطلقة
|                                               | درجة الحرارة | درجة الحرارة           | أقصى طول موجي of لفوتونات جسم أسود               |
| الكلفن                                        | درجة مئوية   |                        | أقصى طول موجي of لفوتونات جسم أسود               |
| --------------------------------------------- | ------------ | ---------------------- | ------------------------------------------------ |
| الصفر المطلق (تماما حسب التعريف)              | 0 ك          | −273.15 °م             | لا نهائي                                         |
| أبرد درجة حرارة مُقاسة                         | 450 pK       | −273.149,999,999,55 °م | 6,400 كم                                         |
| ملليكلفن واحد (تماماً حسب التعريف)             | 0.001 ك      | −273.149 °م            | 2.897,77 م (الراديو، إذاعة إف إم)                |
| النقطة الثلاثية للماء (تماماً حسب التعريف)     | 273.16 ك     | 0.01 °م                | 10,608.3 ن.م (أ.ت.ح ذات الأطوال الموجية العالية) |
| نقطة غليان الماء[A]                           | 373.1339 ك   | 99.9839 °م             | 7,766.03 ن.م (أ.ت.ح متوسطة الطول الموجي)         |
| مصباح كهربائي متوهج[B]                        | 2500 ك       | ≈2,200 °م              | 1,160 ن.م (أ.ت.ح قريبة)[C]                       |
| السطح المرئي للشمس[D]                         | 5,778 ك      | 5,505 °م               | 501.5 ن.م (ضوء أخضر-أزرق)                        |
| صاعقة البرق l[E]                              | 28 kK        | 28,000 °م              | 100 ن.م (الضوء الفوق بنفسجي البعيد)              |
| نواة الشمس[E]                                 | 16 MK        | 16 مليون °م            | 0.18 ن.م (الأشعة السينية)                        |
| سلاح نووي حراري (أقصى حرارة)[E]               | 350 MK       | 350 مليون °م           | 8.3×10−3 ن.م (أشعة غاما)                         |
| نواةنجم عالي الكتلة في أيامه الأخيرة[E]       | 3 GK         | 3 مليار °م             | 1×10−3 ن.م (أشعة غاما)                           |
| اندماج نظام نجم نيوتروني ثنائي[E]             | 350 GK       | 350 مليار °م           | 8×10−6 ن.م (أشعة غاما)                           |
| مصادم أيوني ثقيل نسبيا [E]                    | 1 TK         | 1 ترليون °م            | 3×10−6 ن.م (أشعة غاما)                           |
| اصطدام سيرن لبروتونات مع نوى[E]               | 10 TK        | 10 ترليون °م           | 3×10−7 ن.م (أشعة غاما)                           |
| الكون بعد 5.391×10−44 s من الانفجار العظيم[E] | 1.417×1032 K | 1.417×1032 °م          | طول بلانك (تردد بلانك)                           |

## اقرأ أيضاً
- درجة حرارة مئوية
- مقياس رانكين